# Love More (Chris Brown)
Love More è un brano musicale del cantante statunitense Chris Brown, pubblicato il 16 luglio 2013 ed estratto come terzo singolo dall'album X. La canzone, che vede la partecipazione della rapper trinidadiana Nicki Minaj, ha raggiunto la posizione 23 nella Billboard Hot 100 e la posizione 29 nella Australia Singles Chart.

## Produzione
Il 29 marzo 2013 Brown aveva confermato che Nicki Minaj avrebbe partecipato alla produzione del brano; la canzone doveva essere pubblicata insieme all'album X ma, per ragioni sconosciute, la pubblicazione dell'album è stata posticipata. Il 30 giugno, Chris Brown e Nicki Minaj si sono esibiti ai BET Awards 2013 con Love More.
La canzone è stata trasmessa per la prima volta in radio il 22 luglio dalla stazione radio americana 99.1 KGGI.

## Video musicale
Il video musicale prodotto per il singolo è stato girato il 2 agosto 2013 a Los Angeles (California), ed è stato diretto da Chris Brownn stesso. Il 17 agosto 2013 è stato pubblicato su YouTube, e il 29 agosto sul canale Vevo di Chris Brown. Alcune scene vedono la partecipazione dell'attore americano Nick Swardson. Nel video, Brown si incontra con degli amici e va con loro in un night club con la sua macchina; nel locale, il cantante balla in pista con delle ragazze e si esibisce con dei balletti sincronizzati con altri ballerini; in alcune scene appare Nicki Minaj.